# Cucalón
Cucalón ist ein Ort und eine Gemeinde (municipio) mit nur noch 79 Einwohnern (Stand: 2024) im äußersten Norden der Provinz Teruel in der autonomen Region Aragonien im östlichen Zentrum von Spanien. Die Gemeinde gehört zur bevölkerungsarmen Serranía Celtibérica.

## Lage und Klima
Cucalón liegt in der Sierra de Cucalón in ca. 1035 m Höhe und ist ca. 75 km (Fahrtstrecke) in nordnordwestlicher Richtung von der Provinzhauptstadt Teruel entfernt.
Das Klima ist trotz der Höhenlage gemäßigt bis warm; Regen (ca. 487 mm/Jahr) fällt übers Jahr verteilt.

## Bevölkerungsentwicklung
| Jahr      | 1970 | 1981 | 1991 | 2001 | 2011 | 2021 |
| Einwohner | 221  | 136  | 102  | 80   | 107  | 82   |

## Sehenswürdigkeiten
- Jakobuskirche

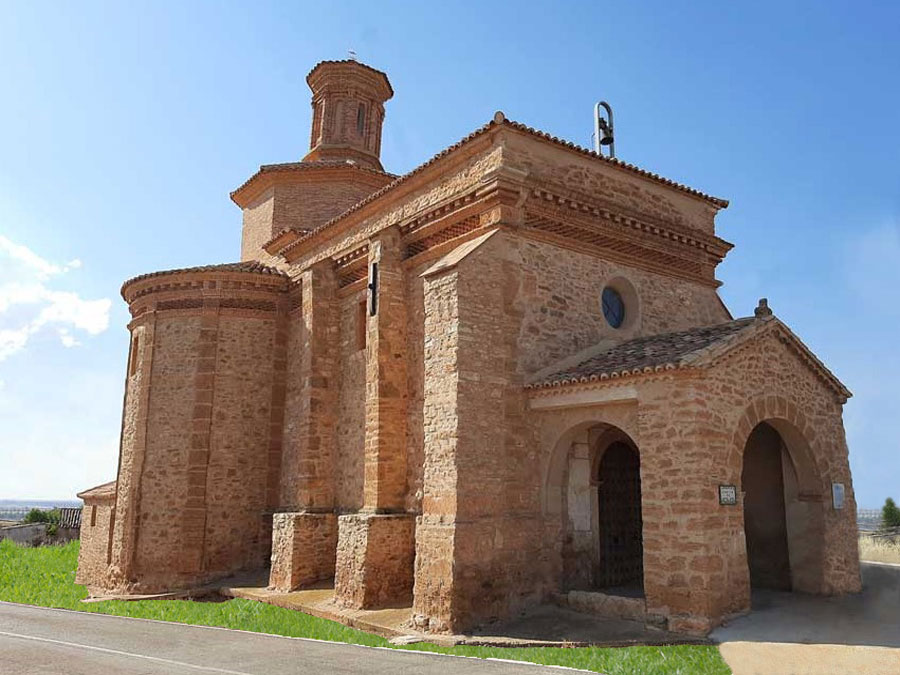
Annenkapelle

- Annenkapelle